# Erycina glossomystax
Erycina glossomystax es una especie de orquídea epífita originaria de Centroamérica y Suramérica.

## Descripción
Es una orquídea de tamaño diminuto, que prefiere el clima cálido, presenta numerosas hojas  comprimidas, sub carnosas,  lanceoladas, agudas.  Florece  en una inflorescencia axilar de 1 cm de largo con una flor gigante en proporción a la planta. La floración se produce  de invierno,  primavera y verano.

## Distribución y hábitat
Se encuentra desde México hasta el sur de Colombia, Venezuela, Ecuador, Brasil, Bolivia y Perú  en el bosque lluvioso de montaña  en las ramas pequeñas y en las plantaciones de café en alturas de 230 a 1410 metros.

## Sinónimos
- Oncidium glossomystax Rchb.f., Bot. Zeitung (Berlin) 10: 696 (1852).
- Psygmorchis glossomystax (Rchb.f.) Dodson & Dressler, Phytologia 24: 289 (1972).
- Oncidium articulatum E.S.Rand, Lindenia 5: 8 (1889).[2]